# Оннагата

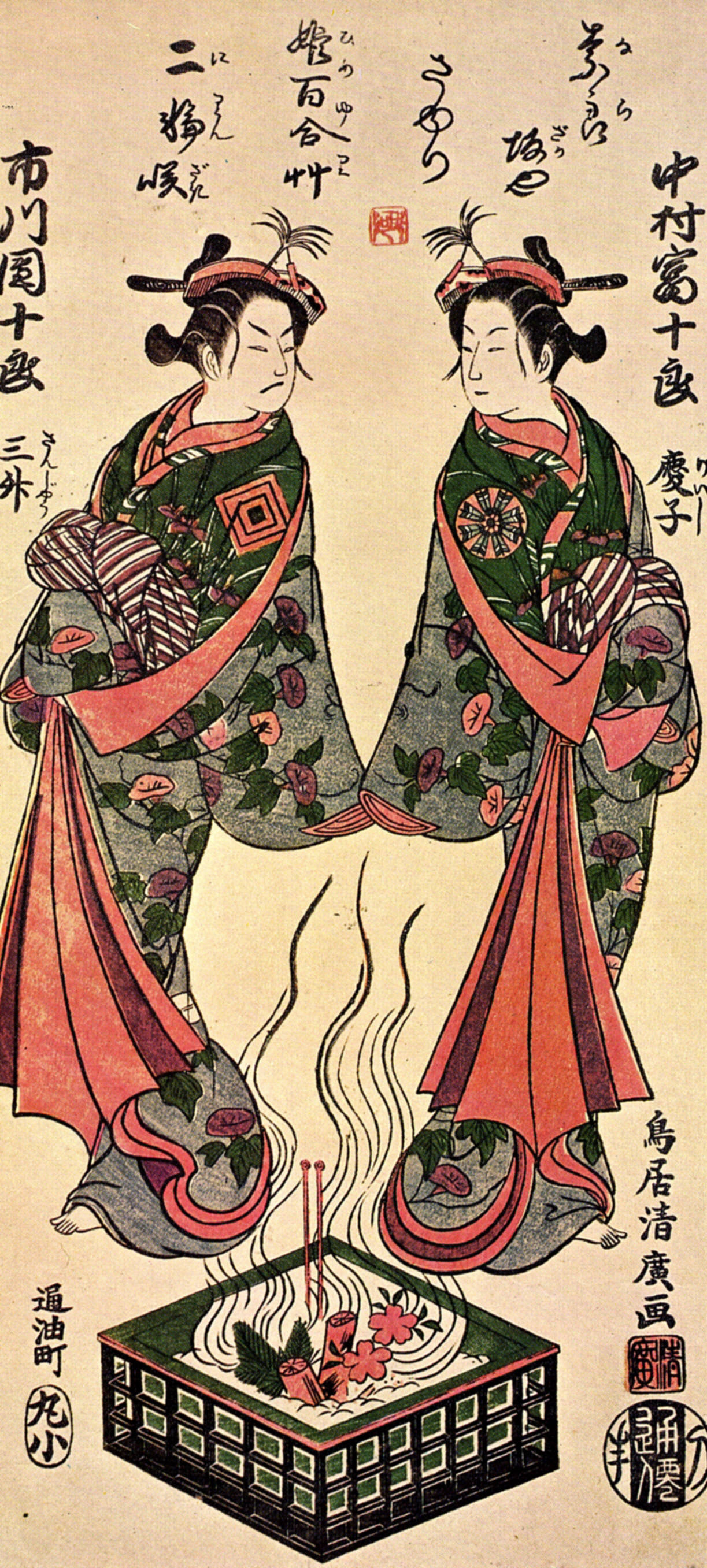
Укиё-э 1750-х годов Тории Киёхиро, с изображением актёров-оннагата Итикавы Дандзюро IV (слева) и Накамуры Томидзюро I (справа).

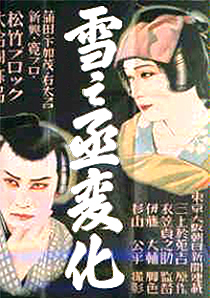
Постер экранизации романа Yukinojō Henge c К. Хасэгавой в двух главных ролях (1935). Голову персонажа-оннагаты прикрывает пурпурный платок.

Оннагата или ояма (яп. 女形 или 女方, букв. «[актёры] женского стиля/образа») — амплуа театра кабуки; исполнители-мужчины, играющие роли женщин, а также соответствующий стиль игры. Позднее это амплуа также было заимствовано одной из разновидностей реформированного ближе к западным традициям театра сингэки (букв. «новая драма») — симпа.

## История
Исток зарождения амплуа оннагата относится к 1629—1653 годам, когда сёгунат Токугава, в целях сохранения общественной нравственности, запретил первоначальную форму кабуки, онна-кабуки, где все роли исполнялись женщинами, а потом и сменивший его «юношеский» вакасю-кабуки, приведя к фактической монополии лежащего в основе составляющего основную традицию искусства кабуки яро-кабуки, где все роли исполнялись мужчинами, а превалировавший в раннем кабуки танец уступил свои позиции драматическим постановкам. Так как это не устранило привлекательность актёров для зрителей и часто встречавшуюся среди актёров проституцию, в 1642 году был наложен запрет на составляющие специализацию оннагата женские роли; к постановке были разрешены лишь пьесы с исключительно мужскими персонажами. Несмотря на это, пьесы продолжили сохранять эротический характер, пополнившись вместо женских обилием ролей вакасю (привлекательных подростков/юношей), часто концентрируясь на тематике нансёку (мужской гомосексуальности) — на что власти откликнулись запретом и юношеских ролей.
Запрет на оннагата, наряду с некоторыми другими запретами, был снят в 1652—1653 годах, при наложении ряда условий — в частности, жёсткого цензурирования репертуара театров и требования ко всем актёрам, независимо от амплуа, носить традиционную мужскую стрижку тёммагэ с выбритыми спереди до макушки волосами. Формально подчиняясь повелению, вакасю и особенно оннагата вскоре выработали традицию прикрывать выбритую часть головы платком лилового или пурпурного цвета, который вскоре стал фирменным знаком оннагата, попутно приобретя несколько эротическое значение и породив эвфемизм для обозначения этого амплуа «мурасаки боси» (букв. «пурпурные шапки»). После снятия для оннагата запрета на использование париков мурасаки боси, в основном, уступили место парикам «кацура» и к настоящему времени сохранились только в некоторых наиболее старинных традиционных пьесах и как предмет церемониала.
К концу XIX века в числе многих реформ периода Мэйдзи было и снятие запрета на игру женщин в кабуки (хотя минимальное участие женщин на сцене встречалось и до официального разрешения — к примеру, дочери известного актёра Итикавы Дандзюро IX, как минимум, с 1881 года помогали отцу в качестве ассистентов сцены и на минимальных ролях), что привело к возрождению женщин-актрис кабуки и даже полностью женских трупп. Тем не менее, женская игра не смогла заменить для большинства зрителей отточенной за века стилизации оннагата, и мейнстрим кабуки так и остался полностью мужским.
После проникновения в Японию кинематографа в конце XIX века оннагата расширили свою артистическую деятельность и на женские роли в фильмах. Это, однако, продолжалось лишь до ранних 1920-х годов, когда фильмы в стиле кабуки стали вытесняться более реалистичными фильмами сингэки, где в соответствующих ролях были заняты уже женщины — что, в частности, вызвало акцию протеста актёров-оннагата на киностудии «Никкацу» в 1922 году. В то же время существует ряд более поздних примеров, когда актёры-оннагата, оставаясь в этом амплуа на сцене театра, добивались успеха в кинематографе уже в мужском амплуа — к таким, в частности, относятся звёзды японского кино 1950—1960-х годов Кадзуо Хасэгава и Окава Хасидзо II.

## Терминология амплуа оннагата
Термины, связанные с различными категориями актёров оннагата и их ролей, включают (но не исчерпываются):
По возрасту ролей
- Мусумэгата (яп. 娘方) — исполнители ролей девушек.
- Вакаоннагата (яп. 若女方) — исполнители ролей молодых женщин и принцесс.
- Тосима (яп. 年増, toshima) — исполнители ролей женщин среднего возраста.
- Фукэояма (яп. 老女方), позже вытеснено термином касягата (яп. 花車方, kashagata) — исполнители ролей пожилых женщин или монахинь.

Возрастное амплуа (за исключением детских ролей) не имеет отношения к биологическому возрасту актёра. Нередки случаи ветеранов-мусумэгата, исполнявших роли 18—19-летних девушек вплоть до 70-летнего возраста.
По характеру ролей:
- Нёбо (яп. 女房) — жёны, а также женщины-придворные.
- Женщины, владеющие искусством боя на мечах. Две основные их разновидности включают
  - онна-будо (яп. 女武道) — «Женщин-воительниц по положению/рангу или характеру, способных сражаться наравне с мужчинами»[7],
  - онна-датэ (яп. 女伊達) — женский (часто пародийный) вариант отоко-датэ, «смельчака» (сражающегося простолюдина, включая «благородных разбойников»).
- Онна-но-катакияку (яп. 女の敵役) — женские отрицательные персонажи. Их множество, в частности, включает (в определённых типах пьес)
  - акуба (яп. 悪婆) — женских персонажей среднего возраста, занимающихся вымогательством, шантажом или мошенничеством,
  - докуфу (яп. 毒婦) — отравительниц.
- Онна-но-докэяку или докэгата (яп. 女の道化役 или 女の道化役方) — «клоунессы», женские комические персонажи.

Особняком стоит термин Татэоннагата или татэояма (яп. 立女形 или 立女方), означающий ведущих актёров, занимавших почётное положение в труппе, первое после её руководителя; своего рода примадонн кабуки.

## Известные актёры-оннагата
- Ёсидзава Аямэ I[англ.] (1673—1729) — наиболее прославленный из ранних оннагата, создатель ряда традиций и приёмов амплуа, а также один из первых теоретиков кабуки вообще и амплуа оннагата в частности, опубликовавший свои размышления по этим темам в книге «Аямэгуса» (яп. 菖蒲草 , «Записки Аямэ»), почитаемой как своего рода «Библия оннатата»[9].
- Сэгава Кикунодзё I (1693—1749) — ещё один известный мастер-оннагата раннего периода, написавший книгу «Оннагата хигэн» («Секреты [мастерства] оннагата»).
- Кадзуо Хасэгава (1908—1984) — обладатель Премии Народного Почёта. Работая в течение всей жизни в этом амплуа в театре, актёр более широко известен множеством мужских ролей в кино. Однако и в этом жанре известны исполнения им главных ролей в классических экранизациях «Мести Юкинодзё» (1935—1936 и 1963 годов) — наиболее известного произведения об оннагата.
- Накамура Утаэмон VI[англ.] (1917—1991) — обладатель с 1968 года звания живого национального сокровища Японии в своей категории.
- Оноэ Байко VII (1915—1995) — представитель влиятельного клана кабуки Оноэ (точнее его ветви Оноэ Кикугоро), обладатель такого же звания с 1989 года. Его сын Оноэ Кикугоро VII также начинал как оннагата, впоследствии став канэру («универсалом»), и также был удостоен этого звания в 2003 году, однако в категории татияку (мужских ролей).
- Бандо Тамасабуро V (род. 1950) — оннагата из гильдии Яматоя, вероятно, наиболее известный оннагата из ныне живущих и действующих. Как и несколько вышеназванных, обладатель звания Живого национального сокровища Японии (с 2012). Помимо ролей в кабуки, играл другие классические женские роли, включая Джульетту, Электру, леди Макбет, а в 1994 году сыграл в театральной постановке и фильме Анджея Вайды «Настасья» по роману Достоевского «Идиот», где сыграл сразу две роли — князя Мышкина (первая мужская роль в его карьере) и Настасьи Филипповны[10][11].
- Таити Саотомэ (род. 1991) — актёр аналогичного типа театра тайсю-энгеки (родственного кабуки, но менее консервативного и более «народного»).

## Оннагата в культуре
Из художественных произведений, в той или иной мере посвященных оннагата, наибольшей известностью пользуются два, многократно поставленные на театральной сцене и экранизированные:
- Бэнтэн Кодзо[англ.] (яп. 弁天小僧) — кабуки-пьеса Каватакэ Мокуами, впервые поставленная в 1862 году. Официальное название пьесы — Aoto Zōshi Hana no Nishikie (яп. 青砥稿花紅彩画), но чаще она называется по прозвищу главного персонажа, юноши Бентэн Кодзо Кикуносукэ — члена банды благородных разбойников, искусного в изображении женщин (в версиях постановок это умение либо просто используется в некоторых аферах, либо взращено молодым человеком в его предыстории как послушника-актёра-оннагаты при храме Ивамотоин на острове Эносима, посвящённом богине Бэнтэн)
- Месть актёра или Месть Юкинодзё (яп. 雪之丞変化 Юкинодзё: хэнгэ, букв. «Оборотень Юкинодзё») — роман Отокити Миками[яп.], опубликованный в 1934—1935 годах в газете Асахи симбун и посвящённый мести актёра-татэоннагаты Юкинодзё Накамуры людям, когда-то разорившим его семью и доведшим до безумия и самоубийства его родителей. Одна из известных экранизаций — фильм 1963 года c Кадзуо Хасэгавой в главной и двух вспомогательных ролях.